# Jerzy Nowak (informatyk)

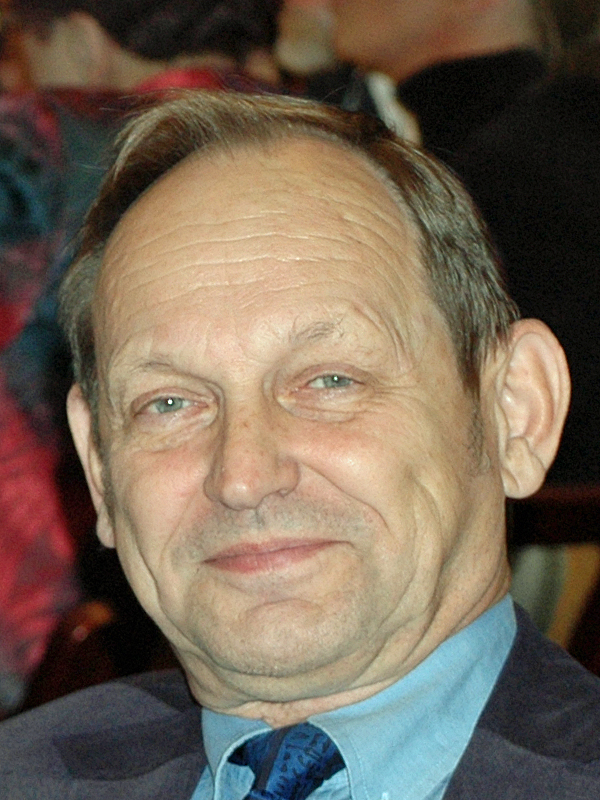
Jerzy S. Nowak

Jerzy Stanisław Nowak (ur. 21 kwietnia 1942 w Sosnowcu) – polski działacz społeczny, inżynier, informatyk.
Ukończył liceum im. Staszica w Sosnowcu. Jest absolwentem Wydz. Mechanicznego Technologicznego Politechniki Warszawskiej, gdzie specjalizował się w zakresie planowania i organizacji przemysłu budowy maszyn, poznając komputery Odra-1013, ICT-1300 i UMC-1. W 1981 roku ukończył studium podyplomowe na Politechnice Śląskiej, a następnie w 2000 r. kolejne na Wydziale Nauk Ekonomicznych UW, pod kierunkiem prof. J. Oleńskiego. W 2005 r. ukończył studium podyplomowe w Akademii Obrony Narodowej, gdzie pod kierunkiem prof. P. Sienkiewicza przygotował pracę na temat bezpieczeństwa społeczeństwa informacyjnego.

## Kariera zawodowa
Pracę zawodową podjął, jako projektant systemów EPD, w 1968 w Hucie im. M. Buczka, po czym trafia do Zakładów Mechanicznych Bumar-Łabędy SA, gdzie zorganizował i prowadził Ośrodek Informatyki (1970–1996), z krótką przerwą w latach 1988–1989, kiedy to pełnił funkcję głównego specjalisty ds. oprogramowania w Instytucie Systemów Sterowania w Katowicach.
W trakcie pracy w Zakładach Mechanicznych Bumar przygotował szereg rozwiązań dla przedsiębiorstwa przemysłowego i ściśle współpracując z innymi zakładami i placówkami naukowymi. Od 1995 r. zajmuje się doradztwem w sferze implementacji systemów informatycznych w przemyśle, a następnie w administracji. Współpracował z firmami informatycznymi – Decsoft, Positive, Spin, ABG SA i Asseco Poland SA. Wieloletnia praca w przedsiębiorstwach przemysłowych pozwoliła mu na poznanie problemów użytkownika informatyki oraz trudności związanych z wdrażaniem systemów informatycznych.

## Działalność społeczna
W 1981 roku był jednym z członków założycieli Polskiego Towarzystwa Informatycznego. Zorganizował i przez szereg lat był prezesem i członkiem zarządu Oddziału Górnośląskiego PTI oraz Zarządu Głównego PTI. W latach 2002–2005 pełnił funkcję Sekretarza Generalnego PTI. W latach 1988–2006 zorganizował i współorganizował (z P. Fuglewiczem i J. Grabarą) szereg konferencji PTI, z których należy wyróżnić cykl autorskich konferencji w Szczyrku (2001–2008) poświęcony problematyce efektywności zastosowań systemów informatycznych. Dorobkiem tego cyklu konferencyjnego jest 40 tomów traktujących o problemach projektowania i wdrażania systemów informatycznych. Rozwinięcie problematyki studiów podyplomowych zaowocowało przygotowaniem trzech opracowań poświęconych problematyce społeczeństwa informacyjnego, wydanych przez Oddział Górnośląski PTI.
Historia w ogóle, a w szczególności historia techniki owocuje w 2009 zorganizowaniem grupy entuzjastów, którzy zajmują się poszukiwaniem początków informatyki i przemysłu komputerowego w Polsce. Wkładem rzeczowym do tej działalności jest opublikowanie w materiałach szczyrkowskiej konferencji kilkunastu opracowań o historii wdrożeń rozwiązań informatycznych w przedsiębiorstwach i branżach.
Jest autorem kilkunastu artykułów poświęconych problemom wdrażania systemów informatycznych. W 1993 działał w gronie założycieli Polskiej Izby Informatyki i Telekomunikacji (firma ZPS-NOVA) i był członkiem Rady Izby w latach 1993–1996. Brał udział w organizacji i przygotowaniu raportów Kongresów Informatyki Polskiej. W latach 2003–2004 na zlecenie Ministerstwa Gospodarki, Pracy i Spraw Społecznych organizuje trzy seminaria na temat systemu Syriusz i wydaje publicznie dostępne raporty z prac nad tym systemem. W 2005 był członkiem komisji w MNiI opiniującej wnioski z tytułu działania SPO WKP 1.5. Jest autorem i współautorem ekspertyz i recenzji.

## Nagrody i odznaczenia
Działalność Jerzego S. Nowaka została doceniona przez członków PTI, którzy w 2006 r. przyznali mu tytuł członka honorowego Polskiego Towarzystwa Informatycznego. Ponadto zyskuje nagrodę środowiska – Info Star 1995. Otrzymuje również medal honorowy Softarg za organizację jury konkursowego Targów Oprogramowania Softarg – Katowice.
24 września 2009 roku, na XV Forum Teleinformatyki „Platformy i rejestry w modelu usługowym funkcjonowania państwa a kluczowe projekty finansowane z Unii Europejskiej” odebrał, przyznaną mu przez Kapitułę Nagrody im. Marka Cara, według sentencji nagrody za:
- wieloletnie organizowanie kuźni talentów informatycznych i wspaniałej platformy wymiany doświadczeń, jaką jest Szkoła Górska Informatyki w Szczyrku,
- ciągłe poszukiwanie prawdy w dążeniu do rozwoju informatyki i społeczeństwa informacyjnego w Polsce,
- pomysł i zorganizowanie Koła Historycznego PTI oraz za skuteczną aktywizację środowiska wokół zagadnień historii polskiej informatyki.
- wieloletnią działalność w służbie informatyki – rozumianej nie tyle jako dziedziny przemysłu, ile jako nieuniknionej konieczności, wszechobecnej w każdym środowisku pracy – w nauce, edukacji, przemyśle. Jest autorem lub współautorem szeregu cennych publikacji – w tym obszernej bibliografii[5] obejmującej problematykę społeczeństwa informacyjnego z szerokim uwzględnieniem implementacji tych spraw w administracji publicznej. Szczególnie warte podkreślenia jest jego ogromne zaangażowanie w zachowanie pamięci o początkach informatyki w Polsce, o ludziach, którzy wkład w tę informatykę wnosili[6].

W 2018 roku Kapituła PTI przyznała mu Medal 70-lecia Polskiej Informatyki.